# Pirosmalita-(Mn)
La pirosmalita-(Mn) és un mineral de la classe dels silicats, que pertany i, juntament amb la pirosmalita-(Fe), dona nom al grup de la pirosmalita. Originalment, va ser anomenada manganopirosmalita, per tenir més manganès que ferro en la seva composició i en referència a la seva relació amb la pirosmalita. El sufix -(Mn) va ser afegit amb posterioritat a la vegada que es va afegir el sufix -(Fe) a la pirosmalita-(Fe) per tal de diferenciar les dues espècies.

## Característiques
La pirosmalita-(Mn) és un fil·losilicat de manganès de fórmula química Mn2+
8Si₆O15(OH,Cl)10. Cristal·litza en el sistema trigonal. La seva duresa a l'escala de Mohs és 4,5.
Segons la classificació de Nickel-Strunz, la pirosmalita-(Mn) pertany a «09.EE - Fil·losilicats amb xarxes tetraèdriques de 6-enllaços connectades per xarxes i bandes octaèdriques» juntament amb els següents minerals: bementita, brokenhillita, pirosmalita-(Fe), friedelita, mcgillita, nelenita, schal·lerita, palygorskita, tuperssuatsiaïta, yofortierita, windhoekita, falcondoïta, loughlinita, sepiolita, kalifersita, gyrolita, orlymanita, tungusita, reyerita, truscottita, natrosilita, makatita, varennesita, raïta, intersilita, shafranovskita, zakharovita, zeofil·lita, minehil·lita, fedorita, martinita i lalondeïta.

## Jaciments
La pirosmalita-(Mn) va ser descoberta a la mina Sterling, a Ogdensburg (Comtat de Sussex, Nova Jersey, Estats Units). També ha estat descrita a Austràlia, el Canadà, Eslovàquia, França, el Japó, Noruega, Rússia, Suècia, Suïssa, Turquia i la República Popular de la Xina.